# Gustav Halmhuber

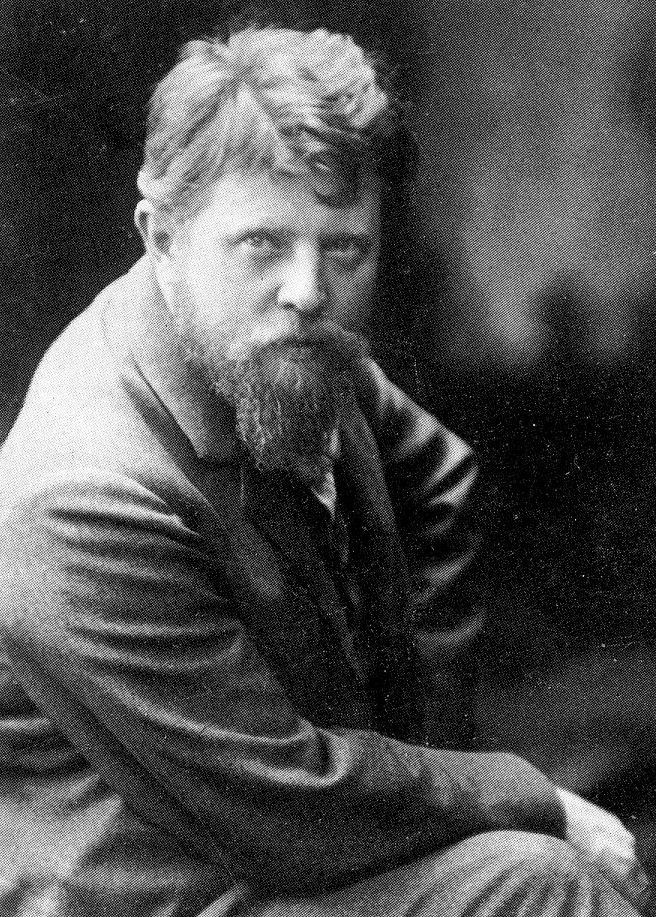
Gustav Halmhuber, 1897

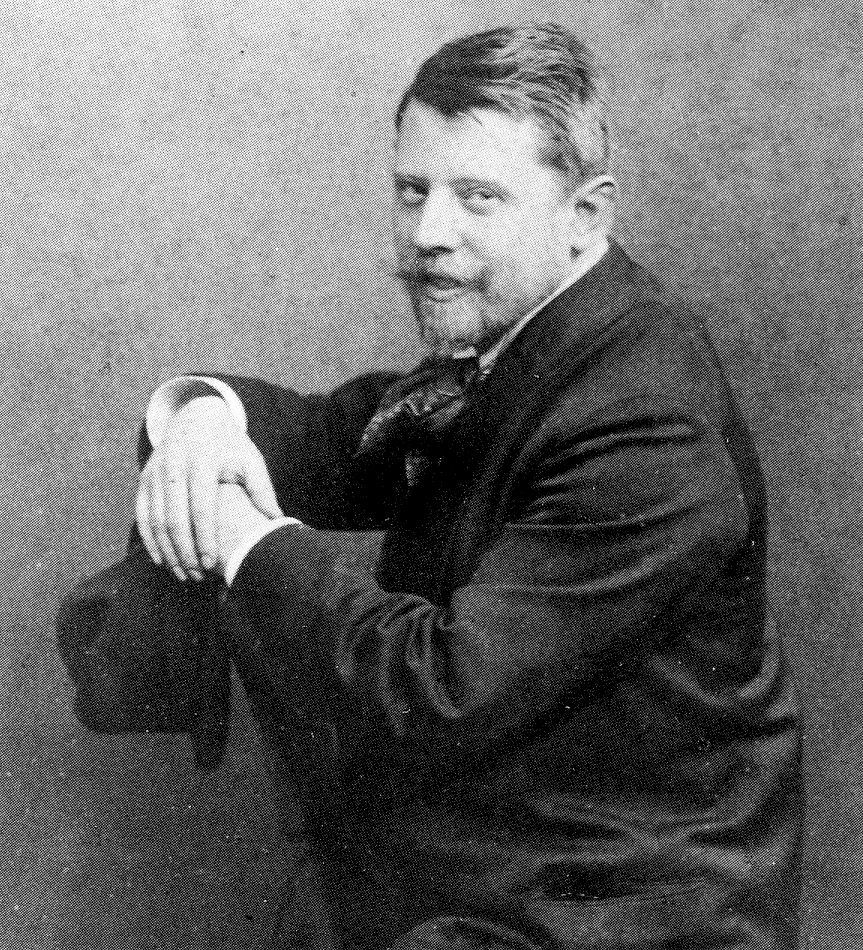
Gustav Halmhuber, 1902

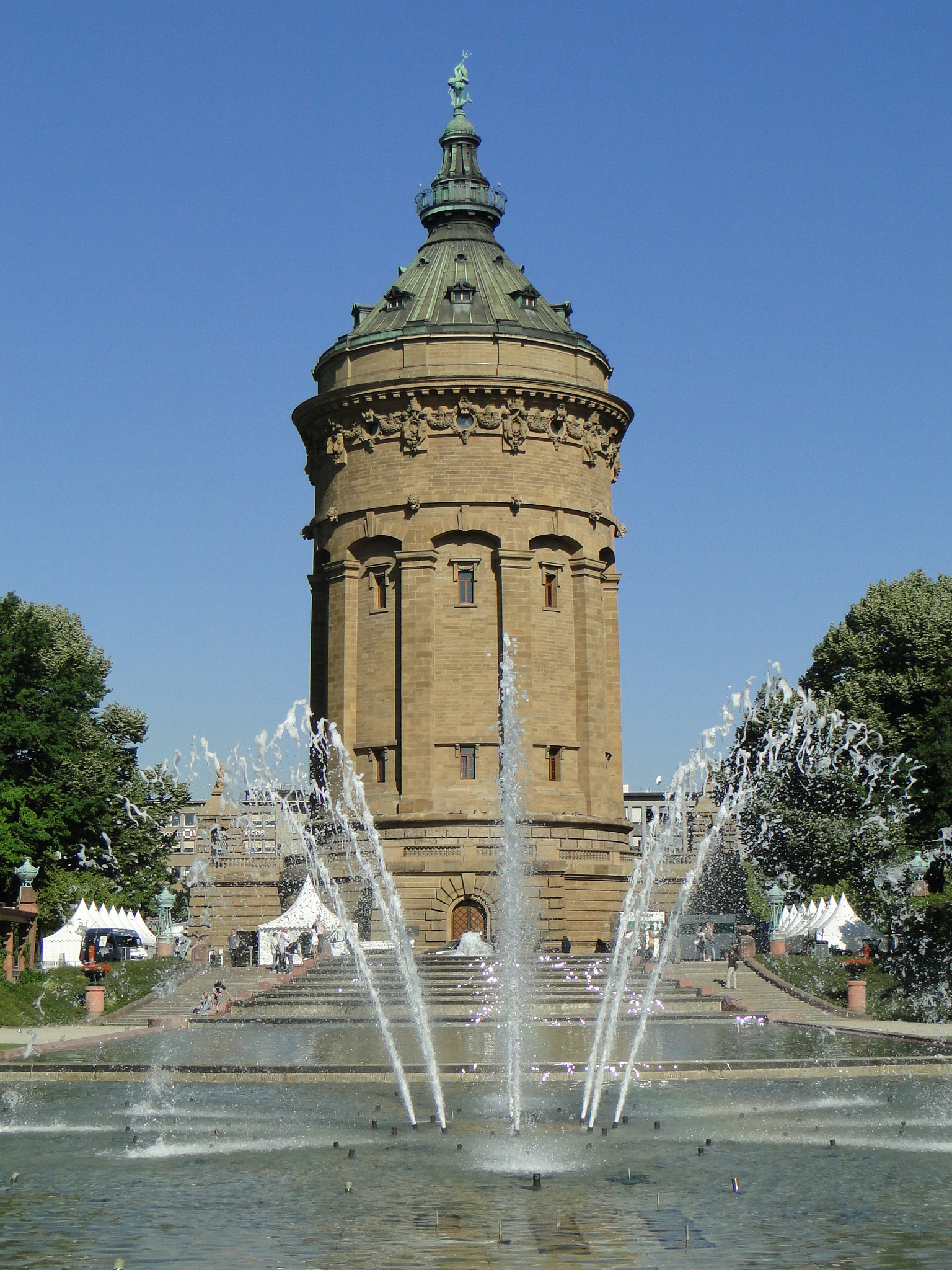
Mannheimer Wasserturm

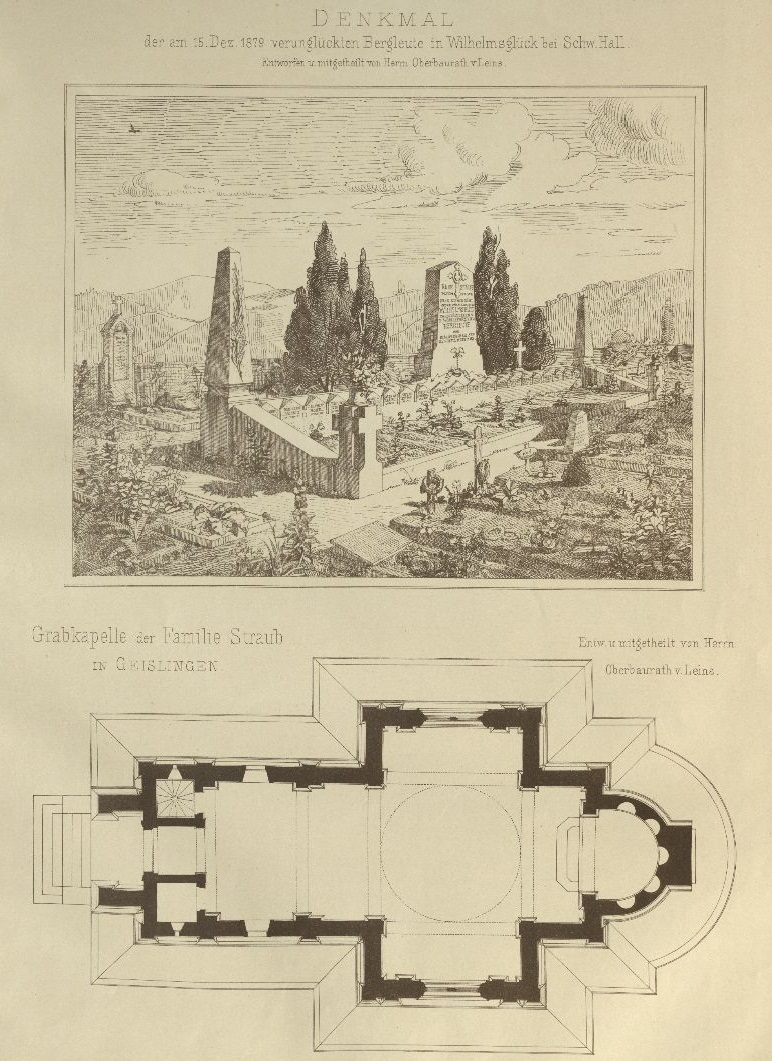
Denkmal für verunglückte Bergleute in Wilhelmsglück bei Schwäbisch Hall und Grundriss der Grabkapelle der Familie Straub in Geislingen

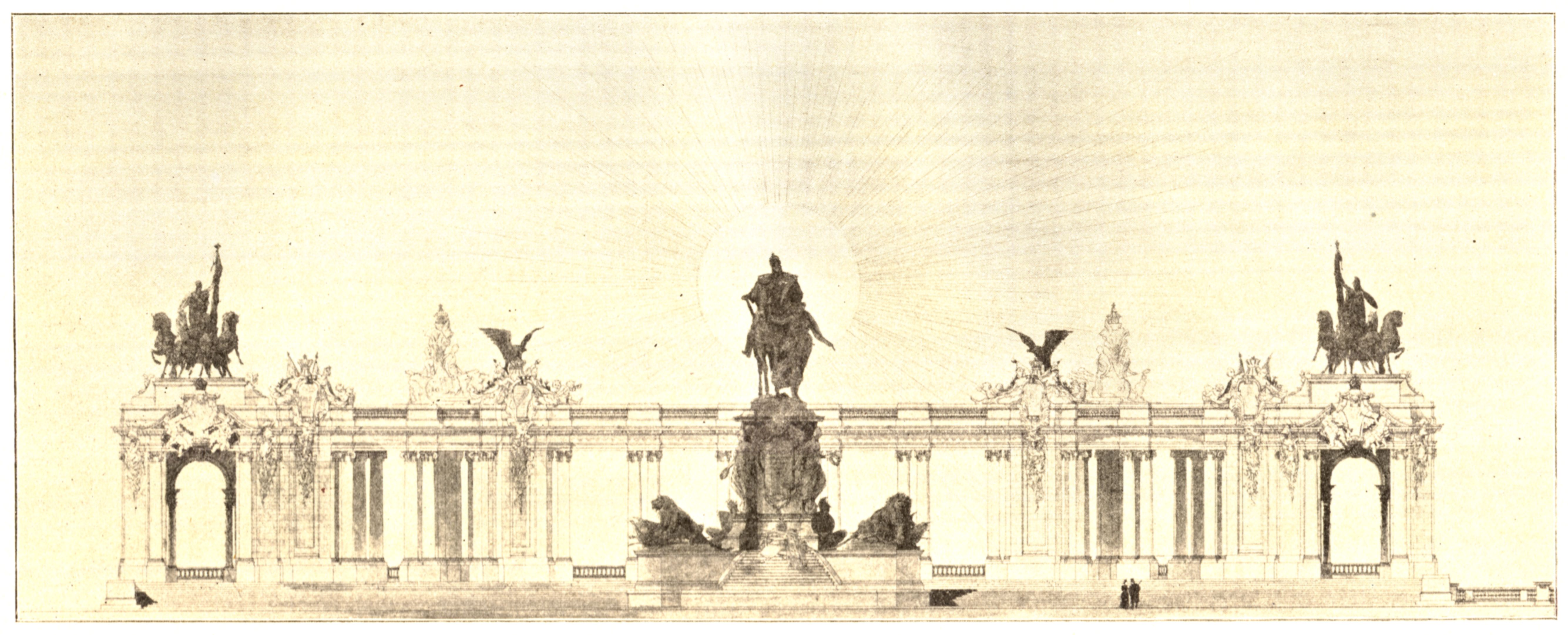
Entwurf Kaiser Wilhelm Nationaldenkmal

Gustav Halmhuber (* 23. März 1862 in Stuttgart; † 25. August 1936 ebenda; vollständiger Name: Gustav Friedrich Halmhuber) war ein deutscher Architekt und Hochschullehrer.

## Leben
Halmhuber entstammte einer alten, ehemals aus Westpreußen stammenden Schreinerfamilie. Er studierte ab 1880 an der Technischen Hochschule Stuttgart unter Christian Friedrich Leins, zeitgleich besuchte er die Kunstakademie Stuttgart, später auch die Kunstakademien in Berlin und Karlsruhe, an letzterer lernte er bei Ferdinand Keller. Nach dem Ende seiner Ausbildung war er kurzzeitig bei dem Architekten Adolf Gnauth in Nürnberg tätig.
Am 21. Februar 1893 wurde Halmhuber „zum Freimaurer aufgenommen“, trat später der Loge Wilhelm zur deutschen Treue bei.
1885 konnte sich Halmhuber mit seinem Entwurf für den Wasserturm auf dem Friedrichsplatz in Mannheim durchsetzen, dessen Bauausführung er jedoch nicht mehr beaufsichtigte,  da er unterdessen bereits als Mitarbeiter von Paul Wallot an den Arbeiten zum Reichstagsgebäude in Berlin beteiligt war. Dort wurde der Bildhauer Reinhold Begas auf ihn aufmerksam, auf dessen Vermittlung hin Halmhuber 1894 mit der Planung des Kaiser-Wilhelm-Nationaldenkmals beauftragt wurde. 1895 entwarf er die Siegesallee in Berlin-Tiergarten. Er arbeitete von 1897 bis 1906 als Lehrer an der Technischen Hochschule Stuttgart, bis 1909 war er Direktor an der Kölner Kunstgewerbeschule (den späteren Kölner Werkschulen) und Lehrer an der Handelshochschule Köln (die später in der Universität zu Köln aufging). Von 1909 bis zu seiner Emeritierung 1928 war er Professor an der Technischen Hochschule Hannover. In Hannover wirkte er am Ausbau des Neuen Rathauses mit.
Halmhuber trug die Titel Oberbaurat und Geheimer Regierungsrat und war Mitglied im Bund Deutscher Architekten (BDA). 1922 verlieh ihm die Technische Hochschule Stuttgart die Ehrendoktorwürde (Dr.-Ing. E. h.).
Sein Nachlass befindet sich im Stadtarchiv Hannover.

## Bauten (Auswahl)
- 1884–1894: Mitarbeit beim Bau des Reichstagsgebäudes in Berlin unter Paul Wallot
- 1886–1889: Wasserturm auf dem Friedrichsplatz in Mannheim
- 1894–1897: Kaiser-Wilhelm-Nationaldenkmal gegenüber dem Eosanderportal des Berliner Stadtschlosses in Berlin
- 1895–1901: architektonische Gestaltung der Siegesallee in Berlin-Tiergarten
- 1906: Kunstgewerbemuseum in Köln
- 1909–1913: Innenausbau des Neuen Rathauses in Hannover
- 1926: Koppentalbrunnen in Stuttgart

## Veröffentlichungen
- Gustav Halmhuber: Architektonische Gedanken. Sammlung von 80 Blättern mit Entwurfszeichnungen. Berlin : Wasmuth, 1897.
- Gustav Halmhuber: Freie Studien. Mit 34 zum Teil farbigen Tafeln. Stuttgart : Selbstverlag, 1900.
- Gustav Halmhuber: Die zeichnerische Bildung als wichtiger Faktor im neuen Deutschland. In: Kunst und Jugend N.F. 5 (1925), S. 54–58. (Digitalisat).